# 苏西 (圣卢西亚)
苏西（英語：Soucis），又称圣苏西（英語：Sans Soucis），是加勒比海岛国圣卢西亚西部的一个村庄，行政上由卡斯特里区管辖，位于首都卡斯特里和拉克鲁瓦曼戈之间，靠近库尔德萨克河南端和莫尔纳福蒂纳。